# Helen Lundeberg
Helen Lundeberg, née en 1908 et morte en 1999, est une artiste américaine.

## Biographie
Helen Lundeberg naît le 24 juin 1908 à Chicago. À l'âge de quatre ans sa famille s'installe à Pasadena en Californie. Elle étudie dans cette ville la littérature au Pasadena City College.